# Built-in self-test
Built-in self-test (BIST) bedeutet, dass ein elektronischer Baustein eine integrierte Testschaltung besitzt, welche Testsignale erzeugt und meist auch mit vorgegebenen richtigen Antwort-Signalen vergleicht, so dass das Testresultat an ein ATE (Automatic Test Equipment) ausgegeben werden kann. Built-in self-tests sind durch automatisierte Designprozesse immer einfacher zu implementieren und nehmen bei der heute üblichen großen Anzahl von Schaltelementen relativ wenig Platz ein, reduzieren aber den materiellen und zeitlichen Aufwand beim Testen erheblich.
Sie werden auch zum regulären Selbsttest von Prozessoren während ihrer Anwendung oder beim Ein- bzw. Ausschalten verwendet, um Fehlfunktionen rechtzeitig zu erkennen und Folgeschäden zu vermeiden.
Verschiedene Arten von Built-in self-tests sind:
- Analog- und Mixed-Signal-BIST
- Boundary Scan Test
- Logik-BIST
- Prozessor-BIST
- Signaturanalyse
- Speicher-BIST – z. B. mit dem Marinescu-Algorithmus.